# Tamāra Vilerte
Tamāra Vilerte (* 5. März 1954 in Omsk, RSFSR) ist eine lettische Schachspielerin und -trainerin. Zwischen November 2008 und November 2009 war sie die zehnte Seniorenweltmeisterin.

## Leben

### Ausbildung und Privatleben
Die Familie wurde während der stalinistischen Märzdeportationen 1949 in die Oblast Omsk in der Russischen Sowjetrepublik zwangsumgesiedelt. Erst knapp drei Jahre nach Stalins Tod durfte sie im Februar 1956 in die Lettische Sowjetrepublik zurückkehren.
Vilerte durchlief die Schachabteilung der Sportschule von Kuldīga und studierte danach am Pädagogischen Institut in Daugavpils. Anschließend war sie als Biologielehrerin tätig. Den Großteil ihres Berufslebens verbrachte sie allerdings als Schachtrainerin. Ihr älterer Bruder Jānis Vilerts (1943–2001) leitete zeitweise die Schachschule von Kuldīga und ihre ältere Schwester Benita Vēja (geb. Vilerte; * 1948), von Beruf Ingenieurmathematikerin, gewann die lettische Schachmeisterschaft der Frauen 1966.

### Schachkarriere
Ihre erste erfolgreiche Zeit im Schach hatte Vilerte Anfang der 1970er Jahre. Zunächst wurde sie 1971 und 1972 lettische Juniorenmeisterin und 1972 belegte sie zudem einen geteilten dritten bis siebten Platz bei den Juniorinnenmeisterschaften der Sowjetunion. Im folgenden Jahr 1973 sicherte sie sich den geteilten ersten Rang bei den lettischen Frauenmeisterschaften.
Als aktive Schachspielerin trat Vilerte erst in den 2000er Jahren durch mehrere Turnierteilnahmen in Mitteleuropa wieder international in Erscheinung. Hinsichtlich großer Wettbewerbe erreichte sie zunächst im September 2007 bei der Seniorenweltmeisterschaft in der österreichischen Stadt Gmunden den sechsten Platz. Im August 2008 wurde sie im schweizerischen Davos mit 5½ Punkten aus neun Partien Vize-Senioreneuropameisterin. Wenige Monate später, Ende Oktober und Anfang November, trat sie in der norddeutschen Stadt Bad Zwischenahn zur 18. Seniorenweltmeisterschaft an. Zum Teilnehmerinnenfeld der 35 Frauen zählten mit Tamar Chmiadaschwili (S-Weltmeisterin 1998, 1999 und 2003), Jelena Fatalibekowa (S-Weltmeisterin 2000, 2001 und 2004, S-Europameisterin 2007 und 2008), Ljudmila Saunina (S-Weltmeisterin 2005 und 2006), Hanna Ereńska-Barlo (S-Weltmeisterin 2007, S-Europameisterin 2005) und Valeria Dotan (S-Europameisterin 2006) die stärksten Seniorenspielerinnen der damaligen Zeit. In den elf Runden des Wettbewerbes erreichte Vilerte acht Punkte – fünf Siegen und sechs Remisen stand keine einzige Niederlage gegenüber. Mit dieser Leistung konnte sie sich gegen ihre Kontrahentinnen durchsetzen und krönte sich im Alter von 54 Jahren zur Seniorenweltmeisterin. Vilerte war zu diesem Turnier als FIDE-Meister der Frauen angetreten, hatte also lediglich den dritthöchsten Frauen-Titel inne. Obschon sie die üblichen Qualifikationskriterien nicht erfüllte, wurde ihr – gemäß den Regularien der FIDE – aufgrund des Sieges bei der Seniorenweltmeisterschaft automatisch der Frauen-Großmeistertitel verliehen. Bei der nächsten Austragung der Seniorenweltmeisterschaft, im Oktober und November 2009 im italienischen Condino, konnte Vilerte ihren Titel allerdings nicht verteidigen und musste sich mit dem zehnten Platz (5 / 9) zufriedengeben.
Zwischen 2014 und 2017 trat sie darüber hinaus mit dem lettischen Frauenteam bei vier Senioren-Mannschaftsweltmeisterschaften in der Altersklasse 50+ an. Dort konnte sie in ihren insgesamt 31 Partien (+3 =15 −13) zwar individuell keine nennenswerten Erfolge verbuchen; die Lettinnen belegten allerdings in der Frauen-Mannschaftswertung 2014 in Vilnius den zweiten, 2015 in Dresden sowie 2016 in Radebeul jeweils den dritten und 2017 im griechischen Hersonissos abermals den zweiten Platz.
| Die zur Anzeige dieser Grafik verwendete Erweiterung wurde dauerhaft deaktiviert. Wir arbeiten aktuell daran, diese und weitere betroffene Grafiken auf ein neues Format umzustellen. (Mehr dazu) |

## Turnierteilnahmen (Auswahl)
- 2008 – Liechtenstein Open (Triesen): 5 / 9 (38. Platz, 3. Frauen)[10]
- 2009 – Liechtenstein Open (Triesen): 5½ / 9 (27. Platz, 2. Frauen)[11]
- 2010 – Liechtenstein Senioren Open (Triesen): 5½ / 9 (15. Platz, 1. Frauen)[12]
- 2013 – Internationale Oster Open (Bad Ragaz): 3½ / 7 (54. Platz, 6. Frauen, 12. Senioren, 1. Senioren Frauen)[13][14]
- 2015 – Internationale Oster Open (Bad Ragaz): 4½ / 7 (25. Platz, 3. Frauen)[15]
- 2015 – Bodensee Senioren Open (Bregenz): 5 / 9 (15. Platz, 1. Frauen)[16]
- 2017 – Internationale Oster Open (Bad Ragaz): 3½ / 7 (51. Platz, 6. Frauen)[17]
- 2019 – Bodensee Senioren Open (Bregenz): 4½ / 7 (12. Platz, 1. Frauen)[18]
- 2019 – Gros Open (San Sebastián): 5 / 9 (26. Platz / 3. Frauen)[19]